# 大叶矮金莲花
大叶矮金莲花（学名：Trollius farreri var. major）为毛茛科金莲花属下的一个变种。

## 扩展阅读
- 維基物種上的相關：大叶矮金莲花